# Burkhard I. Zollernski
Burkhard I. (latinsko Burchardus, Burcardus), gospod Zollernski, * pred 1025,  † 1061.
Velja za prvega znanega prednika dinastije Hohenzollern.  Zaradi njegovega imena je bilo več neuspešnih poskusov povezovanja rodbine Hohenzollerjev z Burkhardinci.  Njegov oče je bil morda Sülichgauski grof Friderik (v okolici današnjega Tübingna), njegova mati pa morda Irmentruda, hči grofa Burkharda Nellenburškega.
V zapisih meniha Bertholda iz Reichenaua iz leta 1061 sta omenjena Buchardus de Zolorin in Wezil de Zolorin. Na podlagi tega vira je bil Burkhard umorjen v fajdi. O samih omenjenih osebah oziroma njihovem morebitnem razmerju je malo znanega.
Naslednji dokumentirani član dinastije je grof Friderik I. Zollernski, ki je bil verjetno Burkhardov sin ali vnuk.

## Poglej tudi
- Hohenzollerji